# Capgemini
Capgemini — одна из крупнейших в мире консалтинговых компаний в сфере менеджмента и информационных технологий. Основана Сержем Кампфом (фр.) в 1967 году как компания по управлению бизнесом и обработке данных. Штаб-квартира компании расположена в Париже, Франция.

## История
Компания была основана Сержем Кампфом (Serge Kampf) в Гренобле в 1967 году под названием Société pour la gestion de l’entreprise et le traitement de l’informatique («Общество по управлению предприятиями и обработке информации», Sogeti). Компания занялась разработкой программного обеспечения для компьютерных систем корпораций и государственных органов. В 1968 году в Швейцарии был открыт первый зарубежный филиал. В 1973 году компания начала скупать акции более крупного конкурента, CAP, и в июне 1974 года смогла совершить его враждебное поглощение. В сентябре того же 1974 года была поглощена американская компания Gemini Computer Systems; образовавшаяся группа с начала 1975 года стала называться Cap Gemini Sogeti. Она стала одной из крупнейших компаний Франции в области информационных технологий с оборотом 226 млн франков и 2000 сотрудников. В результате дальнейших поглощений оборот к 1982 году достиг 1 млрд франков. В 1985 году акции компании были размещены на Парижской фондовой бирже, в том же году штаб-квартира была перенесена в Париж на Площадь Звёзды. В 1986 году был создан филиал в США Cap Gemini America. В 1987 году была куплена французская компания SESA. В 1990 году за 345 млн долларов была куплена Hoskyns Group, крупнейшая компания Великобритании в области IT-услуг; это увеличило оборот Cap Gemini Sogeti до 9 млрд франков, а число сотрудников — до 16 500.
В 1991 году 35-процентная доля в компании была продана немецкому концерну Daimler-Benz. Вырученные 750 млн долларов планировалось использовать для расширения присутствия в США, однако за этим последовали экономический спад, и в 1992 году Cap Gemini Sogeti впервые в своей истории понесла убытки. В 1993 году чистый убыток вырос до 430 млн франков, а оборот упал почти на 1 млрд франков. В 1995 году компания вновь начала приносить прибыль, а в 1996 году она сменила название на Cap Gemini S.A., в 1997 году Daimler-Benz продал свою долю. В апреле 1999 года была куплена базировавшаяся в Нью-Джерси компания Beechwood, а в 2000 году за 11 млрд долларов было куплено Ernst & Young Technology, подразделение IT-услуг аудиторской фирмы Ernst & Young. В результате образовалась группа Cap Gemini Ernst & Young с оборотом 7,7 млрд евро и 58 тыс. сотрудников.
В 2003 году был заключён один из самых крупных контрактов в истории компании с Управлением по налоговым и таможенным сборам Великобритании. Также в этом году был открыт офис в Индии, в 2005 году присутствие в Индии было расширено покупкой компании Kanbay International (эта компания базировалась в США, но большинство персонала было в Индии). В 2010 году была куплена бразильская компания CPM Braxis. В 2015 году была приобретена американская компания IGATE. В 2019 году за 3,6 млрд евро была куплена французская компания Altran, переименованная в Capgemini Engineering, она оказывает консультационные услуги в областях высоких технологий, инженерных решений и администрирования; покупка включала также британскую дочернюю компанию Cambridge Consultants и американский филиал Frog Design. В 2020 году Capgemini купила компанию Aricent.

## Собственники и руководство
Акции компании котируются на бирже Euronext Paris. Более 60 % акций принадлежит институциональным инвесторам, крупнейшими из них являются Amundi Asset Management (8,1 %), Massachusetts Financial Services (5,1 %) и Capital Research and Management Company (5,1 %).
- Поль Эрмлен (Paul Hermelin, род. 30 апреля 1952 года) — председатель совета директоров с мая 2012 года, с 2002 по 2020 год был также генеральным директором, в компании с 1993 года.
- Эман Эзза (Aiman Ezzat , род. 22 мая 1961 года) — генеральный директор (CEO) с мая 2020 года.

## Деятельность
Выручка за 2023 год составила 22,5 млрд евро, её распределение по регионам: Франция — 20 %, Великобритания и Ирландия — 12 %, остальная Европа — 30 %, Северная Америка — 29 %, Азиатско-Тихоокеанский регион и Латинская Америка — 9 %.
Подразделения по состоянию на 2023 год:
- Applications & Technology — разработка, модернизация и расширение компьютерных систем, 62 % выручки;
- Operations & Engineering — различные виды аутсорсинга, 29 % выручки;
- Strategy & Transformation — разработка корпоративных стратегий, новых продуктов и услуг, 9 % выручки.

Основные сектора:
- промышленное производство — разработка новых продуктов, оптимизация производственных процессов;
- финансы — рассчёт финансовых рисков, помощь в ведении отчётности, внедрение информационных технологий;
- энергетика и коммунальное хозяйство — повышение энергоэффективности;
- потребительские товары и розница — разработка брендов;
- государственный сектор — помощь в проведении цифровой трансформации, консультации в различных сферах.

По состоянию на 2022 год компания была представлена в 50 странах, в ней работало 360 тысяч человек, из них 197 тысяч — в Азиатско-Тихоокеанском регионе, 130 тысяч — в Европе, на Ближнем Востоке и в Африке, 33 тысячи — в Америке.